# Elisa Kragerup
Elisa Marita Kragerup (født 29. august 1979) er en dansk teaterinstruktør og iscenesætter. Hun er desuden teaterdirektør på Betty Nansen Teatret. Hun er vokset op i en musik- og kunstnerfamilie i Hellerup, som datter af kapelmester Peder Kragerup og overassistent Jill Jeppesen. Hendes søster Isabella er sangerinde, hendes moster var revyforfatteren Gaby Jeppesen. Elisas mormor var musical- og operettekunstner Marguerite Hesse og hendes morfar var skuespilleren Jørn Jeppesen ved Det kongelige Teater. Hun er student fra musikgymnasiet Sankt Annæ Gymnasium, hvor hun, under sin uddannelse, instruerede Gymnasiets årlige skolemusical SAG-show, der er Nordeuropas største elevproducerede musicalshow.
Elisa Kragerup dimitterede fra Statens Teaterskoles instruktørlinje i 2010, hvorefter hun instruerede Den unge Werthers lidelser (Goethe) i Det Kongelige Teaters Skuespilhus. Derudover er hun med i kunstnerkollektivet Sort Samvittighed, der laver teaterkoncerter og fortolker Anne Linnets sange. De har bl.a. lavet forestillingen Hvid Magi på Betty Nansen Teatrets eksperimentalscene Edison. Elisa Kragerup er med i "Det Røde Rum" på Det Kongelige Teater, en gruppe unge, talentfulde teatermennesker, som arbejdede sammen i fem sæsoner. Her har hun lavet forestillingerne Det gode menneske fra Sezuan (Bertolt Brecht) og Sonetter (William Shakespeare).
Elisa Kragerup vandt 3 Reumert-priser i 2011 – Årets Instruktør, Årets Forestilling og Årets Musikteater/Show. I 2012 blev hun tildelt endnu en Reumert-pris som Årets instruktør for iscenesættelse af forestillingerne Det gode menneske fra Sezuan og Sonetter på Det Kongelige Teater. Desuden modtog i hun oktober 2015 Kronprinsparrets kulturpris.